# لوسي يعقوب
لوسي يعقوب ميخائيل أديبة وصحفية ومترجمة مصرية، وُلدت في الإسكندرية عام 1935. تميزت في مجال الرواية والقصة والتراجم المسرحية. نالت أولى مؤلفاتها القصصية عيون ظالمة، التي نشرتها عام 1970، استحسان القراء ونقاد الأدب. لها من المؤلفات ما يزيد عن مائتي مؤلفًا ما بين الرواية والقصة القصيرة والشعر والترجمة والتراجم وأدب الأطفال والمسرحيات. ومن أهم مؤلفاتها عصفور الشرق توفيق الحكيم ونجيب محفوظ والجذور والثمار والأصالة والمعاصرة في فكر طه حسين والملامح الخفية لجبران ومي وإحسان عبد القدوس والحب.
وصلت لأوج شهرتها ونجاحها مع نهاية السبعينات، حيث نالت العديد من الألقاب الشرفية منها عذراء الأدب وراهبة الأدب وراهبة الفكر، حيث رفضت أن تتزوج حتى لا تظلم الرجل الذي ستتزوجه وفضلت أن تفرغت للكتابة على مدى ساعات طويلة من الليل والنهار، متأثرة بجان جاك روسو والعقاد وطه حسين وسيمون دي بوفوار. كما حصلت على لقب ابنة سيناء كونها كانت المراسلة الصحفية الوحيدة التي حضرت مراسم تسليم سيناء بعد تحريرها في أوائل الثمنينات. وحصلت على درع سيناء ونوط امتياز أدب المعركة من المجلس الأعلى للفنون والآداب وشهادة الريادة للمرأة المصرية من نقابة الصحفيين. وقد وهبت الأديبة حياتها على مدى عمرها لرسالة الأدب والخدمات الإنسانية التطوعية. وتُوفيت عام 2012.